# Pełnatycze
Pełnatycze is een dorp in het Poolse woiwodschap Subkarpaten, in het district Przeworski. De plaats maakt deel uit van de gemeente Zarzecze.